# Melitaea tangigharuensis
Melitaea tangigharuensis är en fjärilsart som beskrevs av De Freina 1980. Melitaea tangigharuensis ingår i släktet Melitaea och familjen praktfjärilar. Inga underarter finns listade i Catalogue of Life.